# Erik Herseth
Erik Johan Herseth (Aker, 9 de juliol de 1892 - Oslo, 28 de gener de 1893) va ser un regatista noruec que va competir a començaments del segle XX i un destacat baríton.
El 1920 va prendre part en els Jocs Olímpics d'Anvers, on va guanyar la medalla d'or en els 10 metres (1907 rating) del programa de vela, a bord de l'Eleda.
Com a baríton va debutar a l'Òpera Comica d'Oslo el 1918. El 1921 es traslladà a Viena i entre 1924 i 1928 formà part de l'orquestra del "Wiener Volksoper". També fou oficial de l'Exèrcit de l'Aire noruec i va servir a les tropes noruegues a Suècia durant la Segona Guerra Mundial.